# Cayaponia petiolulata
Cayaponia petiolulata är en gurkväxtart som beskrevs av Célestin Alfred Cogniaux. Cayaponia petiolulata ingår i släktet Cayaponia och familjen gurkväxter. Inga underarter finns listade i Catalogue of Life.